# Kirk Hinrich
Kirk James Hinrich, né le 2 janvier 1981 à Sioux City dans l'Iowa, est un joueur américain de basket-ball évoluant au poste de meneur.

## Biographie

### Carrière universitaire
Kirk Hinrich rentre très jeune dans l'univers du basket-ball : son père est l'entraîneur du lycée de Sioux City. Il rejoint l'université du Kansas et les Jayhawks qu'il aide à mener à deux reprises au Final Four en 2002 et 2003. Hinrich effectue ses quatre années d'université, à contre-courant de la tendance générale (où les joueurs les plus talentueux rejoignent en général la NBA avant la fin de leur cursus).

### Carrière professionnelle

#### Bulls de Chicago (2003-2010)
Le 26 juin 2003, Hinrich est sélectionné en 7e position de la draft 2003 de la NBA par les Bulls de Chicago, ce qui créé une petite surprise vu qu'il était attendu plus bas. Si le joueur a eu une bonne carrière universitaire, de nombreux recruteurs doutent de sa capacité à effectuer la transition entre le jeu universitaire et celui de la NBA, d'autant plus que Hinrich a passé une bonne partie de sa carrière universitaire au poste d'arrière, poste où il est trop petit pour être efficace.
Mais Hinrich réussit sa saison rookie, gagne sa place dans le cinq majeur des Bulls et finit par être nommé dans la NBA All-Rookie First Team. Il est le seul rookie cette saison à réaliser un triple-double, le 28 février face aux Warriors de Golden State. Fait inhabituel, son pourcentage de réussite aux tirs (38,6 %) est inférieur à son pourcentage de réussite à 3 points (39 %). Il améliore néanmoins son pourcentage lors des deux saisons suivantes.

#### Wizards de Washington (2010-fév. 2011)
Le  8 juillet 2010, il est envoyé aux Wizards de Washington avec les droits de draft de Kévin Séraphin en échange des droits de draft de Vladimir Veremeenko en compagnie du 17e choix de la draft 2010 : le français Kevin Séraphin.

#### Hawks d'Atlanta (fév. 2011-2012)
Le 24 février 2011, il est envoyé aux Hawks d'Atlanta avec Hilton Armstrong en échange de Mike Bibby, Jordan Crawford, Maurice Evans et un premier tour de draft 2011.
Le 1er juillet 2012, il devient agent libre.

#### Retour aux Bulls de Chicago (2012-fév.2016)
Le 8 juillet 2012, il revient chez les Bulls de Chicago pour deux saisons et 6 millions de dollars.
Le 18 juillet 2014, il signe un nouveau contrat avec les Bulls.

#### Retour aux Hawks d'Atlanta (fév.-juil.2016)
Le 18 février 2016, il est transféré aux Hawks d'Atlanta en échange de Justin Holiday et Shelvin Mack.
Le 12 juillet 2016, il n'est pas conservé par les Hawks et se retrouve agent libre.

## Statistiques en carrière

### En NCAA
| Saison    | Équipe   | Matchs | Titul. | Min./m | % Tir | % 3pts | % LF | Rbds/m. | Pass/m. | Int/m. | Ctr/m. | Pts/m. |
| --------- | -------- | ------ | ------ | ------ | ----- | ------ | ---- | ------- | ------- | ------ | ------ | ------ |
| 1999-2000 | Kansas   |        |        |        |       |        |      |         |         |        |        |        |
| 2000-2001 | Kansas   |        |        |        |       |        |      |         |         |        |        |        |
| 2001-2002 | Kansas   |        |        |        |       |        |      |         |         |        |        |        |
| 2002-2003 | Kansas   | 37     | 37     | 33,5   | 47,5  | 40,6   | 70,4 | 3,76    | 3,51    | 1,86   | 0,43   | 17,32  |
| Carrière  | Carrière | 37     | 37     | 33,5   | 47,5  | 40,6   | 70,4 | 3,76    | 3,51    | 1,86   | 0,43   | 17,32  |

### En NBA

#### Saison régulière
Légende :
gras = ses meilleures performances
Statistiques en match en saison régulière de Kirk Hinrich.
| Saison     | Équipe     | Matchs | Titul. | Min./m | % Tir | % 3pts | % LF | Rbds/m. | Pass/m. | Int/m. | Ctr/m. | Pts/m. |
| ---------- | ---------- | ------ | ------ | ------ | ----- | ------ | ---- | ------- | ------- | ------ | ------ | ------ |
| 2003-2004  | Chicago    | 76     | 66     | 35,6   | 38,6  | 39,0   | 80,4 | 3,41    | 6,80    | 1,33   | 0,28   | 12,04  |
| 2004-2005  | Chicago    | 77     | 77     | 36,4   | 39,7  | 35,5   | 79,2 | 3,95    | 6,42    | 1,58   | 0,27   | 15,66  |
| 2005-2006  | Chicago    | 81     | 81     | 36,5   | 41,8  | 37,0   | 81,5 | 3,56    | 6,35    | 1,16   | 0,26   | 15,85  |
| 2006-2007  | Chicago    | 80     | 80     | 35,5   | 44,8  | 41,5   | 83,5 | 3,42    | 6,25    | 1,25   | 0,29   | 16,59  |
| 2007-2008  | Chicago    | 75     | 72     | 31,7   | 41,4  | 35,0   | 83,1 | 3,25    | 6,03    | 1,16   | 0,25   | 11,49  |
| 2008-2009  | Chicago    | 51     | 4      | 26,2   | 43,7  | 40,8   | 79,1 | 2,41    | 3,86    | 1,29   | 0,37   | 9,86   |
| 2009-2010  | Chicago    | 74     | 53     | 33,5   | 40,9  | 37,1   | 75,2 | 3,51    | 4,46    | 1,15   | 0,32   | 10,88  |
| 2010-2011  | Washington | 48     | 29     | 30,6   | 45,2  | 38,4   | 87,6 | 2,69    | 4,38    | 1,17   | 0,21   | 11,06  |
| 2010-2011  | Atlanta    | 24     | 22     | 28,6   | 43,2  | 42,1   | 66,7 | 2,21    | 3,25    | 0,79   | 0,29   | 8,58   |
| 2011-2012* | Atlanta    | 48     | 31     | 25,8   | 41,4  | 34,6   | 78,1 | 2,10    | 2,75    | 0,79   | 0,23   | 6,58   |
| 2012-2013  | Chicago    | 60     | 60     | 29,4   | 37,7  | 39,0   | 71,4 | 2,63    | 5,23    | 1,05   | 0,42   | 7,65   |
| 2013-2014  | Chicago    | 73     | 61     | 29,0   | 39,3  | 35,1   | 76,0 | 2,63    | 3,92    | 1,10   | 0,36   | 9,12   |
| 2014-2015  | Chicago    | 66     | 22     | 24,4   | 37,3  | 34,5   | 70,0 | 1,83    | 2,24    | 0,70   | 0,21   | 5,71   |
| 2015-2016  | Chicago    | 35     | 7      | 15,9   | 39,8  | 41,1   | 93,8 | 1,66    | 1,69    | 0,37   | 0,03   | 3,77   |
| 2015-2016  | Atlanta    | 11     | 0      | 6,9    | 18,2  | 16,7   | 0,0  | 1,09    | 1,27    | 0,18   | 0,09   | 0,45   |
| Carrière   | Carrière   | 879    | 665    | 30,7   | 41,1  | 37,5   | 80,0 | 2,93    | 4,83    | 1,11   | 0,28   | 10,91  |

Note: * Cette saison a été réduite de 82 à 66 match en raison du lock-out

#### Playoffs
Statistiques en match en playoffs de Kirk Hinrich
| Saison   | Équipe   | Matchs | Titul. | Min./m | % Tir | % 3pts | % LF  | Rbds/m. | Pass/m. | Int/m. | Ctr/m. | Pts/m. |
| -------- | -------- | ------ | ------ | ------ | ----- | ------ | ----- | ------- | ------- | ------ | ------ | ------ |
| 2005     | Chicago  | 6      | 6      | 35,7   | 45,0  | 51,5   | 69,0  | 3,67    | 5,83    | 2,00   | 0,67   | 21,17  |
| 2006     | Chicago  | 6      | 6      | 39,1   | 41,5  | 34,6   | 85,7  | 3,33    | 7,67    | 1,33   | 0,33   | 20,50  |
| 2007     | Chicago  | 10     | 10     | 36,2   | 37,6  | 30,2   | 76,9  | 4,20    | 7,50    | 0,90   | 0,30   | 12,10  |
| 2009     | Chicago  | 7      | 0      | 30,1   | 46,8  | 43,3   | 68,0  | 2,71    | 2,86    | 1,71   | 0,43   | 12,57  |
| 2010     | Chicago  | 5      | 5      | 39,3   | 42,3  | 50,0   | 71,4  | 4,40    | 4,00    | 1,40   | 0,00   | 12,40  |
| 2011     | Atlanta  | 6      | 6      | 28,9   | 50,0  | 42,1   | 100,0 | 2,33    | 2,67    | 1,17   | 0,33   | 10,17  |
| 2012     | Atlanta  | 6      | 4      | 23,5   | 43,3  | 37,5   | 100,0 | 2,00    | 1,00    | 0,67   | 0,00   | 5,67   |
| 2013     | Chicago  | 4      | 4      | 40,5   | 43,2  | 36,4   | 64,3  | 2,75    | 5,75    | 2,00   | 0,25   | 11,25  |
| 2014     | Chicago  | 5      | 5      | 33,5   | 41,1  | 36,8   | 50,0  | 3,00    | 4,40    | 0,80   | 0,20   | 11,00  |
| 2015     | Chicago  | 10     | 0      | 12,6   | 47,4  | 60,0   | 66,7  | 0,50    | 1,10    | 0,30   | 0,10   | 2,60   |
| 2016     | Atlanta  | 6      | 0      | 4,6    | 28,6  | 33,3   | 0,0   | 0,67    | 0,50    | 0,00   | 0,00   | 0,83   |
| Carrière | Carrière | 71     | 46     | 28,4   | 42,8  | 40,7   | 74,4  | 2,62    | 3,90    | 1,04   | 0,24   | 10,52  |

## Records sur une rencontre en NBA
Les records personnels de Kirk Hinrich en NBA sont les suivants, :
| Record de la franchise |

| Type de statistique        | Saison régulière | Saison régulière                 | Saison régulière | Playoffs | Playoffs              | Playoffs      |
| Type de statistique        | Record           | Adversaire                       | Date             | Record   | Adversaire            | Date          |
| -------------------------- | ---------------- | -------------------------------- | ---------------- | -------- | --------------------- | ------------- |
| Points                     | 38               | Pacers de l'Indiana              | 23 janvier 2008  | 34       | Wizards de Washington | 27 avril 2005 |
| Paniers marqués            | 14               | Pacers de l'Indiana              | 23 janvier 2008  | 12       | Wizards de Washington | 27 avril 2005 |
| Paniers tentés             | 30               | Nets du New Jersey               | 5 novembre 2004  | 23       | Wizards de Washington | 24 avril 2005 |
| Paniers à 3 points réussis | 6                | 6 fois                           | 6 fois           | 6        | Wizards de Washington | 4 mai 2005    |
| Paniers à 3 points tentés  | 13               | Nets du New Jersey               | 5 novembre 2004  | 7        | 2 fois                | 2 fois        |
| Lancers francs réussis     | 17               | @ Magic d'Orlando                | 17 avril 2006    | 8        | 2 fois                | 2 fois        |
| Lancers francs tentés      | 22               | @ Magic d'Orlando                | 17 avril 2006    | 9        | 2 fois                | 2 fois        |
| Rebonds offensifs          | 4                | Celtics de Boston                | 13 mars 2007     | 2        | Celtics de Boston     | 1er mai 2012  |
| Rebonds défensifs          | 12               | 2 fois                           | 2 fois           | 10       | Pistons de Détroit    | 10 mai 2007   |
| Rebonds totaux             | 13               | 2 fois                           | 2 fois           | 11       | Pistons de Détroit    | 10 mai 2007   |
| Passes décisives           | 17               | @ Timberwolves du Minnesota      | 11 janvier 2006  | 14       | Nets de Brooklyn      | 27 avril 2013 |
| Interceptions              | 7                | Magic d'Orlando                  | 28 mars 2006     | 4        | 2 fois                | 2 fois        |
| Contres                    | 4                | Grizzlies de Memphis             | 4 mars 2008      | 2        | 2 fois                | 2 fois        |
| Balles perdues             | 9                | @ Hornets de La Nouvelle-Orléans | 8 novembre 2003  | 6        | 2 fois                | 2 fois        |
| Minutes jouées             | 55               | Nets du New Jersey               | 5 novembre 2004  | 60       | Nets de Brooklyn      | 27 avril 2013 |

- Double-double : 63 (dont 6 en playoffs)
- Triple-double : 2

## Salaires
| Année       | Équipe      | Salaire      |
| ----------- | ----------- | ------------ |
| 2003-2004   | Bulls       | 2 185 920 $  |
| 2004-2005   | Bulls       | 2 349 840 $  |
| 2005-2006   | Bulls       | 2 513 880 $  |
| 2006-2007   | Bulls       | 3 192 628 $  |
| 2007-2008   | Bulls       | 11 250 000 $ |
| 2008-2009   | Bulls       | 10 000 000 $ |
| 2009-2010   | Bulls       | 9 500 000 $  |
| 2010-2011   | Hawks       | 9 000 000 $  |
| 2011-2012*  | Hawks       | 8 100 000 $  |
| 2012-2013   | Bulls       | 3 941 000 $  |
| 2013-2014   | Bulls       | 4 059 000 $  |
| 2014-2015   | Bulls       | 2 730 000 $  |
| 2015-2016   | Hawks       | 2 870 000 $  |
| Total Gains | Total Gains | 71 692 268 $ |

Note : * En 2011, le salaire moyen d'un joueur évoluant en NBA est de 5 150 000 $.